# Daewoo K1
Daewoo K1 — автомат, разработанный военным агентством Южной Кореи (국방과학연구소) и производящийся компанией Daewoo Precision Industries Ltd..

## История
Разработка малогабаритного автомата на замену американского пистолет-пулемёта М3 началась в 1978 году, заказчиком выступило командование войск специального назначения Республики Корея. 
В 1980 году были изготовлены опытные образцы, а в 1981 году автомат поступил на вооружение.

## Описание
K1 был создан на основе конструкции американского автомата М16А1. Основные отличия — телескопический приклад из проволоки с пластмассовым затыльником, конструкция цевья и прицельных приспособлений, дополнительный режим стрельбы очередями с отсечкой по 3 патрона. Автоматы первого выпуска обладали некоторыми недостатками (например, чрезмерными были отдача, расход боеприпасов и шум при стрельбе), которые были вскоре устранены.
Возможно использование 40-мм гранатомета K201.

## Варианты

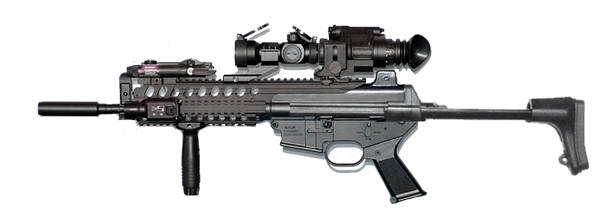
Daewoo K1A1 с оптическим прицелом и дополнительной передней рукояткой

- XK1 — предсерийный образец, поступивший на испытания
- K1 — первый серийный вариант обр. 1980 года
  - К1А — модель образца 1982 года (с пламегасителем нового образца), все ранее выпущенные Daewoo K1 были модифицированы до уровня K1A
- K1A1 — модификация с усовершенствованным механизмом подачи патронов, новым пламегасителем и прицельной планкой «пикатинни» на крышке ствольной коробки.
- MAX-1 — самозарядный экспортный вариант К1 с постоянным прикладом, общая длина оружия составляет 970 мм, длина ствола — 470 мм, масса оружия без патронов — 3,4 кг[3].
- MAX-2 — экспортная версия К1А1 с длиной ствола 430 мм и складным плечевым упором, масса оружия без патронов составляет 2,95 кг[3].

## Страны-эксплуатанты
- Республика Корея - вооружённые силы, спецподразделения полиции и антитеррористическое спецподразделение 707-й батальон специальных операций[4]